# Pascal (微架构)
帕斯卡微架構（英語：Pascal microarchitecture），是由英伟达公司（NVIDIA）所開發的一種GPU微架構，用以取代麥斯維爾微架構（Maxwell microarchitecture）。
該微架構以法國数學家和物理學家布莱斯·帕斯卡（Blaise Pascal）的名字命名。
2016年4月，NVIDIA公司联合创始人兼CEO黄仁勋发布了首个采用“帕斯卡”（Pascal）架构的新一代计算显卡Tesla P100。

## 參數
工艺：TSMC 16nm FinFET 或 三星電子 14nm FinFET
- GP100晶片
  - 顯示記憶體：HBM2
  - 流處理器：3584顆
  - 核心頻率：1.4GHz
  - NVLink
- GP104晶片
  - 顯示記憶體：GDDR5X
  - DisplayPort 1.4
  - HDMI 2.0b
  - NVIDIA SLI
  - PureVideo
  - HDCP 2.2
  - GPU Boost 3.0

## 後繼者
圖靈微架構和伏打微架構